# جون روبرت براون
جون روبرت براون (بالإنجليزية: John Robert Brown)‏ هو سياسي أمريكي، ولد في 14 يناير 1842 في مقاطعة فرانكلين في الولايات المتحدة، وتوفي في 4 أغسطس 1927 في مارتينسفيل في الولايات المتحدة. حزبياً، نشط في الحزب الجمهوري. وقد انتخب عضو مجلس نواب الولايات المتحدة عن ولاية فرجينيا وانتخب عضو مجلس النواب الأمريكي.